# Кассаветис, Ник
Ник Кассаветис (греч. Νικ Κασσαβέτης; род. 21 мая 1959, Нью-Йорк, США) — американский актёр, кинорежиссёр и сценарист.

## Биография
Родился в Нью-Йорке. Сын Джона Кассаветиса и Джины Роулендс. С юных лет снимался в фильмах своего отца (например, в «Женщине под влиянием»). Кассаветис мечтал стать баскетболистом, но из-за травмы оставил эту идею и пошёл по пути родителей. Снимался в фильмах «Восход „Чёрной луны“», «Без лица», «Дух мщения», «Пожизненно», «Класс-1999, часть 2», «Жена астронавта». Участвовал в качестве приглашённой звезды в сериале «Красавцы».
Женат, имеет двух дочерей от первого брака.

## Фильмография
- 1986 — Восход «Чёрной луны» / Луис
- 1986 — Дух мщения / Паккард Уолш
- 1986 — Тихая прохлада / актёр
- 1989 — Слепая ярость / актёр
- 1993 — Влияние плоти / психиатр Джонатан Брукс
- 1993 — Ночные грехи[англ.] / агент страховой компании «Анаконда» Джек Ницше
- 1994 — Вдвоём / актёр
- 1996 — Отцепись от звёзд / режиссёр
- 1997 — Без лица / актёр
- 1997 — Она прекрасна / режиссёр
- 1999 — Пожизненно — сержант Диллард
- 1999 — Жена астронавта — капитан Алекс Штрек
- 2001 — Кокаин / автор сценария
- 2002 — Джон Кью / режиссёр
- 2004 — Дневник памяти / режиссёр
- 2006 — Альфа Дог / режиссёр
- 2009 — Мой ангел-хранитель / режиссёр
- 2011 — Мальчишник 2: Из Вегаса в Бангкок / татуировщик
- 2012 — Жёлтый / режиссёр
- 2014 — Другая женщина / режиссёр

## Награды и номинации
| Год  | Название                      | Награда                                | Категория                                                                  | Результат    |
| ---- | ----------------------------- | -------------------------------------- | -------------------------------------------------------------------------- | ------------ |
| 1996 | «Отцепись от звёзд»           | «Международный кинофестиваль в Чикаго» | «Золотой Хьюго»                                                            | Номинация    |
| 1997 | «Отцепись от звёзд»           | «Fantasporto»                          | Лучший режиссёр                                                            | Победа       |
| 1997 | «Отцепись от звёзд»           | Кинофестиваль в Палм-Спрингс           | Audience Award / Лучший фильм на английском языке                          | Второе место |
| 1997 | «Она прекрасна»               | Каннский кинофестиваль 1997            | «Пальмовая ветвь»                                                          | Номинация    |
| 2004 | «The Incredible Mrs. Ritchie» | Дневная премия «Эмми»                  | «Выдающиеся достижения в программах для детей» как исполнительный продюсер | Победа       |
| 2012 | «Жёлтый»                      | Кинофестиваль в Токио                  | Большой приз                                                               | Номинация    |
| 2013 | «Жёлтый»                      | Кинофестиваль в Сиджесе                |                                                                            | Номинация    |
| 2013 | «Жёлтый»                      | Catalina Film Festival                 | Лучший фильм                                                               | Победа       |